# Xiling
Der Stadtbezirk Xiling (chinesisch 西陵区, Pinyin Xīlíng Qū) ist ein Stadtbezirk der bezirksfreien  Stadt Yichang im Westen der chinesischen Provinz Hubei. Der Stadtbezirk hat eine Fläche von 68,14 km² und zählt 550.600 Einwohner (Stand: Ende 2019). Er ist Sitz der Stadtregierung.

## Administrative Gliederung
Auf Gemeindeebene setzt sich der Stadtbezirk Xiling aus sechs Straßenvierteln und einer Gemeinde zusammen. 